# 中村苔玉
もしかして
- 中村莟玉

ではありませんか？